# グリルにんじん
グリルにんじんは、京都府京都市左京区にある洋食店。1978年に創業し、2025年時点では2代目店主が経営している。

## 歴史

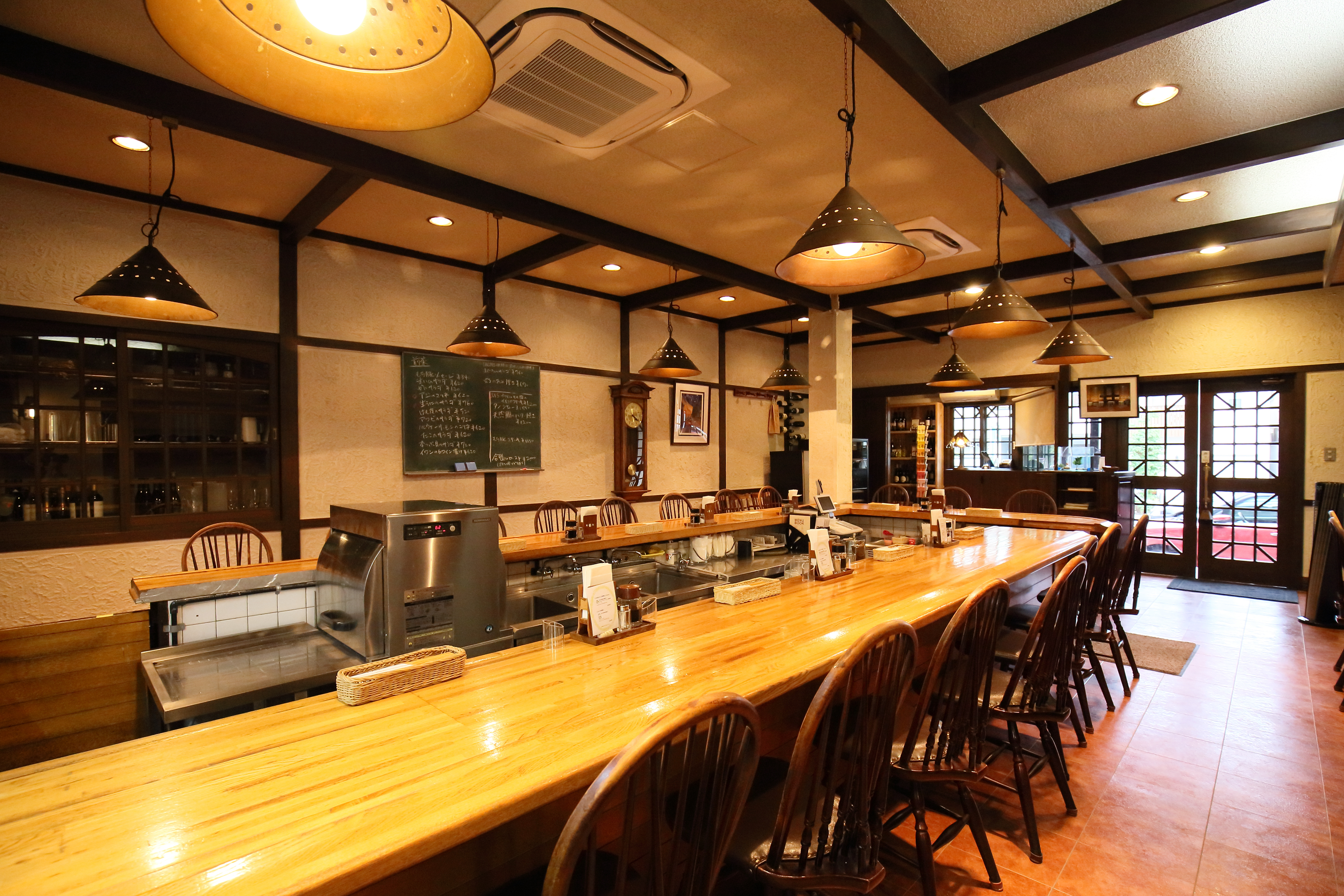
グリルにんじん 店内

1978年、近藤義輝によって「グリルにんじん」が創業された。開業当初は、京都駅前の一角で営業を開始。近藤はそれまでホテルやレストランで修行を積み、洋食の技術を磨いてきた。独立を決意した際に、「手間を惜しまない洋食を、日常的に食べられる店にしたい」との思いから、自身の店を開くことを決意した。創業当初は、現場作業員や近隣のビジネスマンを中心とした客層をターゲットに、ボリュームのある洋食をスピーディーに提供するスタイルを確立。特にランチでは、当時としては珍しく豚汁をセットにするなど、食事の栄養バランスにも配慮したメニュー作りを行っていた。
また、開業時から「すべてのメニューは手作り」を基本方針とし、デミグラスソースやハンバーグのパティ、ドレッシングまで自家製で仕込むことを徹底した。
その後、店舗の拡張が必要となり、1984年には現在の一乗寺エリアへと移転し、現在の店舗で営業を続けている。

### 2代目への継承とリニューアル
2010年代に入ると、初代店主の近藤が高齢となり、長年店を支えてきた息子（現・2代目店主）が事業を継承。2代目は、父の代からのレシピや調理技術を守りつつ、新たな要素を取り入れることを模索し、洋食とワインのペアリングに注目するようになる。2014年、2代目はソムリエの資格を取得し、飲食店におけるワインショップの展開をコンセプトに、店舗のリニューアルを実施。ワインの提供に特化したスペースを新設し、洋食とのペアリングを楽しめる環境を整えた。また、料理のクオリティ向上にも取り組み、デミグラスソースの製法の改良や、オーブン調理の見直しを行った。

### 商品開発
・2019年に「京都洋食屋さんのビーフシチュー」という名称のレトルト食品が開発され、販売された。
・2021年には「京都洋食屋さんの牛タンシチュー」が追加開発された。 
・2023年には「京都洋食屋さんのにんじんスープ」と「京都洋食屋さんのお米」が新たにラインナップに加わった。 

### クラウドファンディングと次世代への挑戦
2025年、癌により闘病していた、初代店主である近藤義輝が死去。2代目店主は「父が守り続けた味を未来へ残す」というテーマで、クラウドファンディングを実施。
120坪の広さを持つ店舗の維持や、伝統的な洋食文化の継承を目的とし、多くの支援を募った。
近年、食のトレンドが変化し、家庭での洋食離れが進む中で、伝統的な洋食の価値をどのように次世代へ伝えていくかが課題となっていた。
2代目店主は、店の経営だけでなく、日本伝統の洋食文化を京都から世界に広め日本の食文化の未来に貢献するという経営理念を掲げ、地域社会や飲食業界への貢献を目指している。

## 料理
- デミグラスソース - 3日間かけて仕込まれる自家製ソース
- タンシチュー - 長時間煮込んだ牛タンとデミグラスソースが特徴

## メディア掲載
・ 『るるぶ　京都を歩こう'12 (国内シリーズ) 』2011年7月
・ 『関西ウォーカー』2011年11月
・ 『京都のおいしい洋食（Leafムック）』 2012年6月
・ 『SAVVY』 2013年3月号
・ 『ごはんとおやつの京都本』 2013年3月
・ 『ステーション』 2013年11月号
・ 『関西ウォーカー』 2013年10月30日号、2011年11月号
・ 『Meets Regional』 2013年11月号
・ 『京都12か月 12月の京都』2016年10月
・ 『KYOTOLIFE おれたちの肉グルメ』2017年9月号
・ 『光文社　女性自身』2018年10月
・ 『週刊現代』2018年10月
・ 『LeafMook　京都おいしいグルメ』2018年10月
・ 『女性セブン』2020年3月
・ 『KYOTOLIFE 』2020年4月
・ 『あまから手帖』2022年9月
・ 『&Premium No. 124 やっぱり、ひとりでも京都。』2024年4月号
・ 別冊ムック『ひとりでも、京都へ』2025年2月
・ 『あまから手帖　洋食♡』2025年3月号
・ 関西テレビ「キキミミ」（2011年9月28日放送）
・ KBS京都JEFF@KYOTO おもてなし京都案内（2016年2月23日放送）

## アクセス

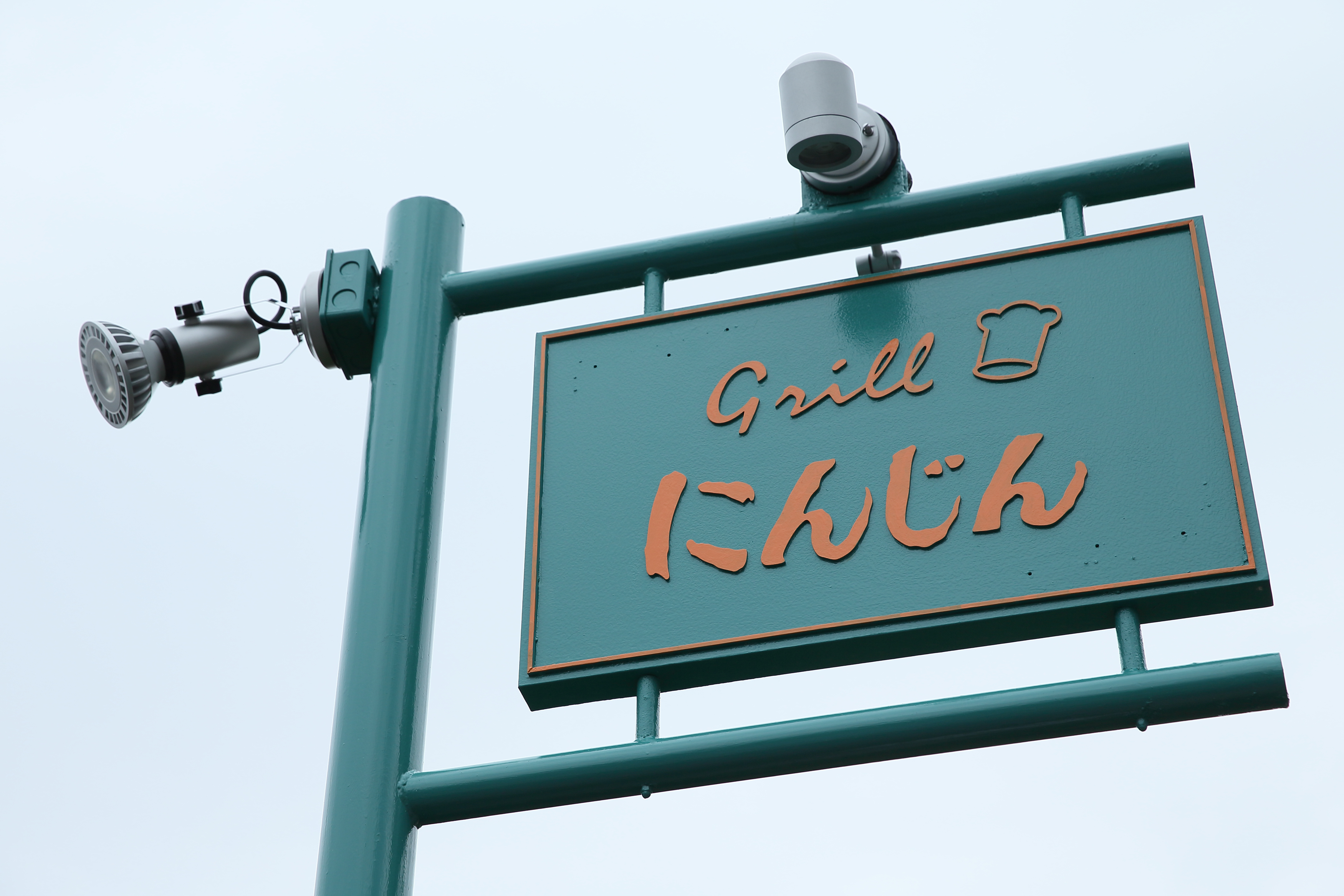
グリルにんじん 看板

- 住所：京都府京都市左京区一乗寺出口町51-2
- 最寄り駅：叡山電鉄「一乗寺駅」より徒歩12分
- バス：バス停「一乗寺下り松町」より徒歩3分
- 駐車場：6台